# Madhukar
Madhukar (Stuttgart, 4 de noviembre de 1957) es un religioso y escritor alemán, creador del yoga del silencio y maestro de la doctrina hinduista advaita.

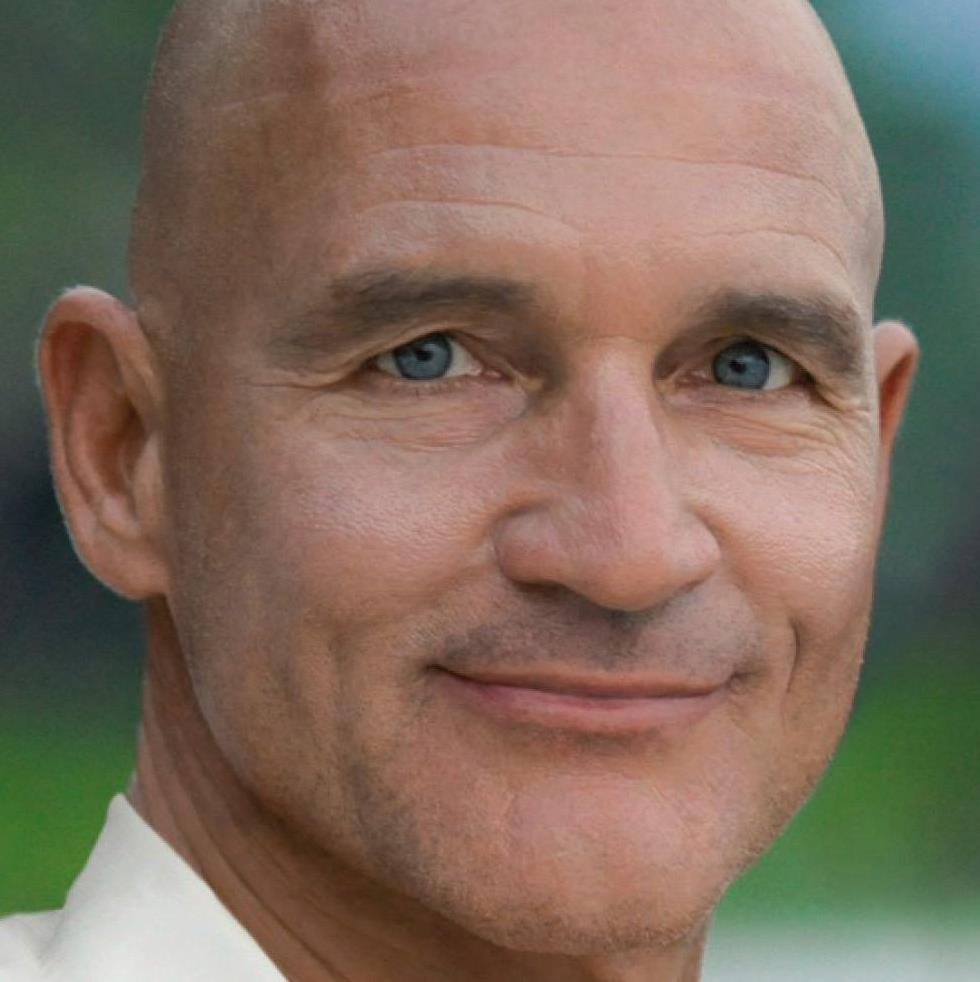
Madhukar

En sánscrito, el nombre Madhukar significa literalmente ‘amado dulce como la miel’.
Madhukar se crio en Stuttgart, estudió economía y filosofía, y trabajó como periodista en la televisión.
Su interés juvenil por las preguntas espirituales lo llevó a Asia durante muchos años.
En los años ochenta tuvo una experiencia de iluminación kundalinī.
Después fue instructor de yoga y de meditación y también discípulo del maestro Chogyal Namkhai Norbu del Dzogchen (budismo vashraiana o también llamado budismo tántrico).
Visitó a unos chamanes y espiritualistas en Siberia, en África y en los mares del sur, pero no encontró un conocimiento que satisficiera sus preguntas.
En el 1992 durante una estancia en la India, se enteró de la existencia de H. W. L. Poonja, un gurú —discípulo del místico hindú Ramana Maharshi— que enseñaba la doctrina advaita (monismo, ‘no dualidad’, que cree que Dios y el alma son la misma cosa), que debe sus orígenes a Shankara (788-820). Viajó cuarenta y dos horas por el subcontinente índico para encontrarse con él. Sri Poonja —que era conocido como «El León de Lucknow»— le dio el nombre de Madhukar.
Al regresar a Europa en 1997, empezó a dar clases acerca de la doctrina advaita en satsang (encuentros públicos entre personas interesadas en lo espiritual). Madhukar ha llegado a ser un gurú moderno y representante del advaita gracias a su claridad, su apariencia moderna y su preferencia por la música popular y el fútbol. Madhukar sigue la línea de Ramana Maharshi o de H. W. L. Poonja. En los encuentros públicos anima a la gente a orientarse consecuentemente en la pregunta: «¿Quién soy?».
Durante los encuentros que tienen lugar en el silencio y en forma de diálogo además de preguntas específicas de la vida, sobre todo, se tratan temas filosóficos y psicológicos. Como punto central hay preguntas según la concepción del nuestro yo, la existencia del acto y voluntad de libertad personales, la relación entre cuerpo y mente y la experiencia de una conciencia cósmica. La realidad percibida se indaga egológicamente y se examina su veracidad. Los encuentros sirven para el conocimiento del Sí mismo y de la paz interior.
Como filósofo práctico Madhukar conecta la espiritualidad con las ciencias modernas como las neurociencias y ciencias cognitivas, de la física cuántica, de la filosofía y de la biología.
Madhukar reside en Ámsterdam (Países Bajos) y pasa los meses de invierno en la India y Nepal.
Sus seguidores lo consideran «el gurú del silencio»

## Obras
- Yoga der Liebe (Yoga del amor), Ganapati Verlag, 1.ª edición, ISBN 978-3-9813398-0-2
- Es ist immer Jetzt, in: Vital 12/2009
- Einssein (‘Ser Uno’). Stuttgart: Lüchow Verlag (1.ª edición), 2007. ISBN 978-3-363-03120-1
- Erwachen in Freiheit (‘despertar en libertad’). Stuttgart: Lüchow (2.ª edición), 2004. ISBN 3-363-03054-1.
- The Simplest Way (‘el sendero más fácil’). Estados Unidos e India: Editions India (2.ª edición), 2006. ISBN 81-89658-04-2.
- Самый простой способ, издательство Ганга, Москва 2008, 1-е издание, ISBN 5-98882-063-5.
- La vía più semplice, Om Edizioni, Bologna, ISBN 978-88-95687-22-3
- Единство, Издательство: Ганга, 2009 г, ISBN 978-5-98882-098-7
- DIALOGER MED MADHUKAR, GML Print on Demand AB, 2009, ISBN 978-91-86215-28-6
- Freedom here and now (‘libertad aquí y ahora’), CD de música.